# Ptinus mitchelli
Ptinus mitchelli is een keversoort uit de familie klopkevers (Ptinidae). De wetenschappelijke naam van de soort werd in 1919 gepubliceerd door Warren Samuel Fisher.